# 김영두 (1895년)
김영두(金永斗, 일본식 이름: 光山永斗, 1895년 10월 5일 ~ 1974년 12월 20일)는 대한제국 독립운동가이다.

## 생애

### 주요 이력
1931년 4월 경기도 양평군에서 양평농민조합 준비위원회 위원장으로 활동하다 체포되어 옥고를 치렀고, 1932년 3월 양평농민조합 재건준비위원회 위원장, 1933년 7월 비밀결사 양평적색농민조합 조직부장 및 갈산면 지부 책임자로 활동하다 체포되어 불기소됨. 1938년에서부터 1939년까지 조선공산당 당무위원 직위를 지내다가 1939년 조선공산당 탈당. 1945년 광복 후 1946년부터 1948년까지 한국독립당 당무위원 직위를 지내다가 1948년 한국독립당 탈당. 

## 사후
대한민국 정부에서는 그의 공훈을 기리고자 2019년 8월 15일을 기하여 대통령 표창장이 추서되었다.